# Jacquiniella
Jacquiniella, ou melhor ainda Iacquiniella, é um género botânico pertencente à família das orquídeas (Orchidaceae). Foi proposto por Schlechter em Repertorium Specierum Novarum Regni Vegetabilis, Beihefte 7: 123-124, em 1920, sua espécie tipo é a Jacquiniella globosa antes descrita por Jacquin como Epidendrum globosum. O nome do gênero é uma homenagem ao autor da descrição da espécie tipo, Nikolaus Joseph von Jacquin, botânico austríaco do século XVIII.

## Dispersão
Este gênero, com cerca de seis espécies epífitas de crescimento cespitoso e desordenado, geralmente pendente, ocorre do México ao sul do Brasil, em diferentes tipos de matas. Duas espécies registradas para o Brasil.

## Descrição
As Iacquiniellæ são plantas com pseudobulbos caulinos redondos, de textura áspera, atingindo um palmo de comprimento, mas geralmente menores, com muitas curtas folhas bastante carnosas roliças ou levemente planas, dísticas, arqueadas, também de superfície áspera. inflorescência apical curta, uniflora ou fasciculada, com flores pequenas, que quase não se abrem, sucedendo-se uma após a outra.
As flores são pálidas amareladas ou esverdeadas, com sépalas na base concrescidas entre si; pétalas um pouco menores e mais estreitas que as sépalas, de forma lanceolada. Todos os segmentos posicionam-se voltados para a frente, abrindo muito pouco. O labelo é trilobado, com ápice agudo e lobos laterais um pouco erguidos, levemente translúcido, unido à coluna e de cor mais clara que os outros segmentos. Apresentam quatro polínias.